# Vzhodna konferenca (NBA)
Vzhodna konferenca NBA je narejena za 15 ekip, organiziranih v 3 oddelke za vsako 5 ekip.

## Organizacija
Ekipe Vzhodne konference so organizirane tako:
- Atlantska divizija:

New York Knicks
Brooklyn Nets
Boston Celtics
Philadelphia 76ers
Toronto Raptors
- Jugovzhodna divizija:

Atlanta Hawks
Charlotte Bobcats
Miami Heat
Orlando Magic
Washington Wizards
- Centralna divizija:

Chicago Bulls
Cleveland Cavaliers
Detroit Pistons
Indiana Pacers
Milwaukee Bucks